# نشاسته سیب‌زمینی

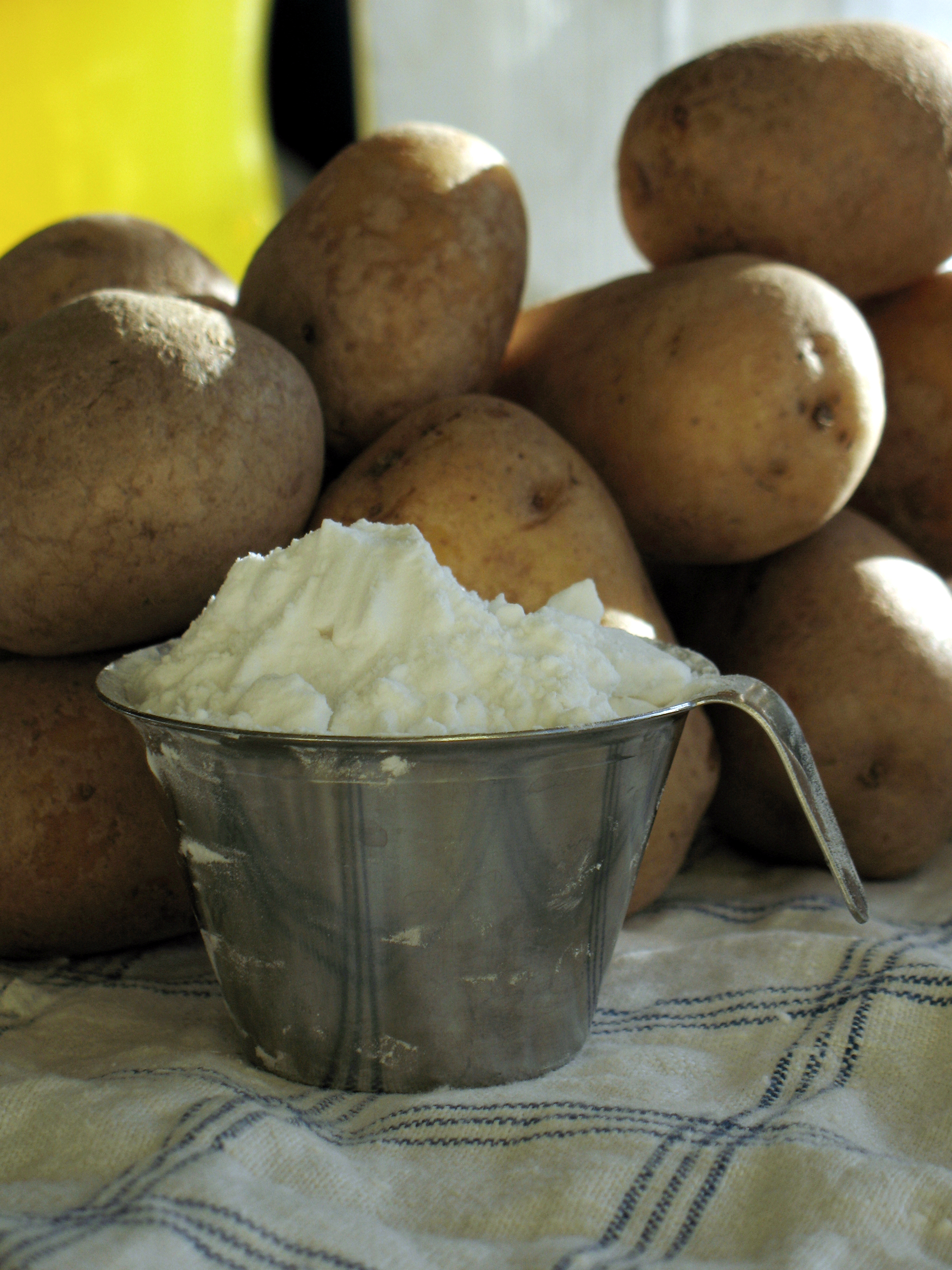
نشاسته سیب‌زمینی

نشاسته سیب‌زمینی، نشاسته به‌دست‌آمده از سیب‌زمینی است. سلول‌های غده‌های ریشه گیاه سیب‌زمینی دارای لوکوپلاست (دانه‌های نشاسته) است. برای استخراج نشاسته، سیب‌زمینی‌ها خرد شده و دانه‌های نشاسته از سلول‌های تخریب شده آزاد می‌شوند. سپس نشاسته را شسته، خشک کرده و پودر می‌کنند.

## کاربرد
مشتقات نشاسته در تولید نودل‌ها، پاستیل، چیپس، سوسیس هات‌داگ، کاستارد، سس‌ها، سوپ‌های آماده و شیرینی به‌کار گرفته می‌شوند.

## نگارخانه

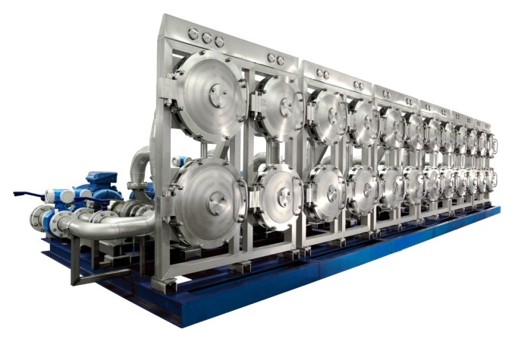
ماشین‌آلات پالایش نشاسته از گونه هیدروسیکلون چندمرحله‌ای